# Список кодів МКХ-10
У цій статті приведений список кодів Десятого перегляду (версія 2007 р.) Міжнародної статистичної класифікації хвороб та споріднених проблем охорони здоров'я (відомий як ICD-10 або МКХ-10). Ці коди розробляються Всесвітньою організацією охорони здоров'я і знаходяться в публічній власності. 20 травня 2019 ВООЗ видала МКХ 11-го перегляду, що набере чинності після узгодження з усіма країнами ВООЗ.
Клініко-статистична класифікація хвороб, розроблена на базі МКХ-10:

## [A00 B99] Деякі інфекційні та паразитарні хвороби
- [A00 A09] Кишкові інфекційні хвороби
- [A15 A19] Туберкульоз
- [A20 A28] Деякі зоонозні бактеріальні хвороби
- [A30 A49] Інші бактеріальні хвороби
- [A50 A64] Інфекційні хвороби, що передаються переважно статевим шляхом
- [A65 A69] Інші хвороби, які спричинюють спірохети
- [A70 A74] Інші хвороби, які спричинюють хламідії
- [A75 A79] Рикетсіози
- [A80 A89] Вірусні інфекційні хвороби центральної нервової системи
- [A90 A99] Вірусні гарячки та вірусні геморагічні гарячки, які переносять членистоногі

- [B00 B09] Вірусні інфекційні хвороби, які характеризуються ушкодженням шкіри та слизових оболонок
- [B15 B19] Вірусний гепатит
- [B20 B24] Хвороба, зумовлена вірусом імунодефіциту людини (ВІЛ)
- [B25 B34] Інші вірусні хвороби
- [B35 B49] Мікози
- [B50 B64] Протозойні хвороби
- [B65 B83] Гельмінтози
- [B85 B89] Педикульоз, акаріаз та інші інфестації
- [B90 B94] Наслідки інфекційних і паразитарних хвороб
- [B95 B98] Бактеріальні, вірусні та інші інфекційні агенти
- [B99 B99] Інші інфекційні хвороби

## [C00 D48] Новоутворення
- [C00 C75] Злоякісні новоутворення уточненої локалізації, котрі визначені як первинні або припустимо первинні
- [C76 C80] Злоякісні новоутворення неточно визначені, вторинні та неуточненої локалізації
- [C81 C96] Злоякісні новоутворення лімфоїдної, кровотворної та споріднених їм тканин
- [C97 C97] Злоякісні новоутворення самостійних (первинних) множинних локалізацій

- [D00 D09] Новоутворення in situ
- [D10 D36] Доброякісні новоутворення
- [D37 D48] Новоутворення невизначеного або невідомого характеру

## [D50 D89] Хвороби крові і кровотворних органів та окремі порушення із залученням імунного механізму
- [D50 D53] Аліментарні анемії
- [D55 D59] Гемолітичні анемії
- [D60 D64] Апластичні та інші анемії
- [D65 D69] Порушення зсідання крові, пурпура та інші геморагічні стани
- [D70 D77] Інші хвороби крові та кровотворних органів
- [D80 D89] Деякі порушення з залученням імунного механізму

## [E00 E90] Хвороби ендокринної системи, розлади харчування та порушення обміну речовин
- [E00 E07] Хвороби щитоподібної залози
- [E10 E14] Цукровий діабет
- [E15 E16] Інші порушення обміну глюкози та внутрішньої секреції підшлункової залози
- [E20 E35] Розлади інших ендокринних залоз
- [E40 E46] Загальна недостатність харчування
- [E50 E64] Інші недостатності харчування
- [E65 E68] Ожиріння та інші наслідки надлишкового харчування
- [E70 E90] Розлади обміну речовин

## [F00 F99] Розлади психіки та поведінки
- [F00 F09] Органічні, включаючи симптоматичні, психічні розлади
- [F10 F19] Розлади психіки та поведінки внаслідок вживання психоактивних речовин
- [F20 F29] Шизофренія, шизотипові стани та маячні розлади
- [F30 F39] Розлади настрою (афективні розлади)
- [F40 F49] Невротичні, пов'язані зі стресом та соматоформні розлади
- [F50 F59] Поведінкові синдроми, пов'язані з фізіологічними розладами та фізичними факторами
- [F60 F69] Розлади зрілої особистості та поведінкові розлади
- [F70 F79] Розумова відсталість
- [F80 F89] Розлади, пов'язані з психологічним розвитком
- [F90 F98] Розлади поведінки та емоцій, які починаються здебільшого в дитячому та підлітковому віці
- [F99 F99] Неуточнений психічний розлад

## [G00 G99] Хвороби нервової системи
- [G00 G09] Запальні хвороби центральної нервової системи
- [G10 G14] Системні атрофії, що первинно уражають центральну нервову систему
- [G20 G26] Екстрапірамідні хвороби та порушення функцій руху
- [G30 G32] Інші дегенеративні хвороби нервової системи
- [G35 G37] Демієлінізуючі хвороби центральної нервової системи
- [G40 G47] Епізодичні та пароксизмальні порушення
- [G50 G59] Розлади нервів, нервових корінців та сплетінь
- [G60 G64] Поліневрити та інші хвороби периферійної нервової системи
- [G70 G73] Хвороби нервово-м'язових з'єднань
- [G80 G83] Церебральні паралічі та інші паралітичні синдроми
- [G90 G99] Інші хвороби нервової системи

## [H00 H59] Хвороби ока та придаткового апарату
- [H00 H06] Хвороби повіки, сльозового апарату та очниці
- [H10 H13] Хвороби кон'юнктиви
- [H15 H22] Хвороби склери, рогівки, райдужної оболонки і циліарного тіла
- [H25 H28] Хвороби кришталика
- [H30 H36] Ураження судинної оболонки ока і сітківки
- [H40 H42] Глаукома
- [H43 H45] Хвороби склоподібного тіла та очного яблука
- [H46 H48] Хвороби зорового нерва та зорових шляхів
- [H49 H52] Хвороби м'язів ока, порушення співдружності руху, акомодації і рефракції
- [H53 H54] Розлади зору і сліпота
- [H55 H59] Інші хвороби ока і придаткового апарату

## [H60 H95] Хвороби вуха та соскоподібного відростка
- [H60 H62] Хвороби зовнішнього вуха
- [H65 H75] Хвороби середнього вуха і соскоподібного відростка
- [H80 H83] Хвороби внутрішнього вуха
- [H90 H95] Інші хвороби вуха

## [I00 I99] Хвороби серцево-судинної системи
- [I00 I04] Гострий ревматизм
- [I05 I09] Хронічні ревматичні хвороби серця
- [I10 I19] Гіпертонічна хвороба
- [I20 I25] Ішемічна хвороба серця
- [I26 I28] Легенево-серцева недостатність та хвороби малого кола кровообігу
- [I30 I54] Інші хвороби серця
- [I60 I69] Ураження судин головного мозку
- [I70 I79] Хвороби артерій, артеріол та капілярів
- [I80 I89] Хвороби вен, лімфатичних судин та лімфовузлів, не класифіковані в інших рубриках
- [I95 I99] Інші та неуточнені порушення системи кровообігу

## [J00 J99] Хвороби дихальної системи
- [J00 J06] Гострі респіраторні захворювання верхніх дихальних шляхів
- [J10 J18] Грип та пневмонія
- [J20 J22] Інші гострі респіраторні інфекції нижніх дихальних шляхів
- [J30 J39] Інші хвороби верхніх дихальних шляхів
- [J40 J47] Хронічні хвороби нижніх дихальних шляхів
- [J60 J70] Хвороби легень внаслідок зовнішніх факторів
- [J80 J84] Інші респіраторні хвороби, які травмують інтерстиціальну тканину
- [J85 J86] Гнійні захворювання нижніх дихальних шляхів
- [J90 J94] Інші хвороби плеври
- [J95 J99] Інші хвороби органів дихання

## [K00 K93] Хвороби травної системи
- [K00 K14] Хвороби порожнини рота, слинних залоз та щелеп
- [K20 K31] Хвороби стравоходу, шлунка та дванадцятипалої кишки
- [K35 K38] Хвороби апендикса
- [K40 K46] Грижі
- [K50 K52] Неінфекційний ентерит та коліт
- [K55 K64] Інші хвороби кишок
- [K65 K67] Хвороби черевної порожнини
- [K70 K77] Хвороби печінки
- [K80 K87] Хвороби жовчного міхура, жовчовивідних шляхів та підшлункової залози
- [K90 K93] Інші хвороби органів травлення

## [L00 L99] Хвороби шкіри та підшкірної клітковини
- [L00 L08] Інфекційні хвороби шкіри та підшкірної клітковини
- [L10 L14] Бульозні порушення
- [L20 L30] Дерматит та екзема
- [L40 L45] Папулосквамозні порушення
- [L50 L54] Кропивниця та еритема
- [L55 L59] Ураження шкіри та підшкірної клітковини, пов'язані з опромінюванням
- [L60 L75] Ураження придатків шкіри
- [L80 L99] Інші хвороби шкіри та підшкірної клітковини

## [M00 M99] Хвороби опорно-рухового апарату
- [M00 M25] Артропатії
- [M30 M36] Системні хвороби сполучної тканини
- [M40 M54] Дорсопатії
- [M60 M79] Хвороби м'яких тканин
- [M80 M94] Остеопатії та хондропатії
- [M95 M99] Інші порушення кістково-м'язової системи та сполучної тканини

## [N00 N99] Хвороби сечостатевого апарату
- [N00 N08] Гломерулярні хвороби
- [N10 N16] Ниркові тубулоінтерстиціальні хвороби
- [N17 N19] Ниркова недостатність
- [N20 N23] Сечокам'яна хвороба
- [N25 N29] Інші ураження нирки та сечоводів
- [N30 N39] Інші хвороби сечовивідної системи
- [N40 N51] Хвороби чоловічих статевих органів
- [N60 N64] Хвороби молочної залози
- [N70 N79] Запальні хвороби органів малого таза у жінок
- [N80 N98] Незапальні хвороби жіночих статевих органів
- [N99 N99] Інші порушення сечостатевої системи

## [O00 O99]Вагітність,пологитапісляпологовий період
- [O00 O08] Вагітність з абортивним наслідком
- [O10 O16] Набряк, протеїнурія та гіпертензія при вагітності, пологах та в післяпологовому періоді
- [O20 O29] Інші материнські розлади, переважно пов'язані з вагітністю
- [O30 O48] Стан плоду, амніотичної порожнини і можливі ускладнення пологів, що потребують допомоги матері
- [O60 O75] Ускладнення пологової діяльності та пологів
- [O80 O84] Характер розродження
- [O85 O92] Ускладнення, переважно пов'язані з післяпологовим періодом
- [O95 O99] Інші акушерські стани, не класифіковані в інших рубриках

## [P00 P96] Окремі стани, що виникають у перинатальному періоді
- [P00 P04] Ураження плоду та новонародженого, обумовлені станом матері та ускладненнями вагітності, пологової діяльності та факторами розродження
- [P05 P08] Розлади, пов'язані з тривалістю вагітності та розміром плода
- [P10 P15] Пологова травма
- [P20 P29] Розлади дихальної та серцево-судинної системи, що виникають у перинатальному періоді
- [P35 P39] Інфекції, характерні для перинатального періоду
- [P50 P61] Геморагічні та гематологічні порушення у плода та новонародженого
- [P70 P74] Транзиторні ендокринні розлади та порушення обміну речовин, характерні для плода чи новонародженого
- [P75 P78] Розлади системи травлення у плода та новонародженого
- [P80 P83] Стани, що торкаються шкірного покриву та терморегуляції у плода та новонародженого
- [P90 P96] Інші розлади, що виникають у перинатальному періоді

## [Q00 Q99] Вроджені вади розвитку, деформації та хромосомні аномалії
- [Q00 Q07] Вроджені вади розвитку нервової системи
- [Q10 Q18] Вроджені вади розвитку ока, вуха, обличчя та шиї
- [Q20 Q28] Вроджені вади розвитку системи кровообігу
- [Q30 Q34] Вроджені вади розвитку дихальної системи
- [Q35 Q37] Заяча губа та розщеплення піднебіння
- [Q38 Q45] Інші вроджені вади розвитку органів травлення
- [Q50 Q56] Вроджені вади розвитку статевих органів
- [Q60 Q64] Вроджені вади розвитку сечовивідної системи
- [Q65 Q79] Вроджені вади розвитку та деформації кістково-м'язової системи
- [Q80 Q89] Інші вроджені вади розвитку
- [Q90 Q99] Хромосомні аномалії, не класифіковані в інших рубриках

## [R00 R99] Симптоми, ознаки та відхилення від норми, що виявлені при клінічних та лабораторних дослідженнях, не класифіковані в інших рубриках
- [R00 R09] Симптоми та ознаки, що відносяться до серцево-судинної системи та системи органів дихання
- [R10 R19] Симптоми та ознаки, що відносяться до органів травлення та ділянки живота
- [R20 R23] Симптоми та ознаки, що відносяться до шкіри та підшкірної тканини
- [R25 R29] Симптоми та ознаки, що відносяться до нервової та кістково-м'язової систем
- [R30 R39] Симптоми та ознаки, що відносяться до системи сечовиділення
- [R40 R46] Симптоми та ознаки, що відносяться до пізнавальних здібностей, відчуття, емоційного стану та поведінки
- [R47 R49] Симптоми та ознаки, що відносяться до мови та голосу
- [R50 R69] Загальні симптоми та ознаки
- [R70 R79] Відхилення від норми, виявлені при дослідженні крові, якщо діагноз хвороби не встановлено
- [R80 R82] Відхилення від норми, виявлені при дослідженні сечі, якщо діагноз хвороби не встановлено
- [R83 R89] Відхилення від норми, виявлені при дослідженні інших рідин, субстанцій та тканин організму, якщо діагноз хвороби не встановлено
- [R90 R94] Відхилення від норми, виявлені при діагностичній інтероскопії та функціональних дослідженнях, якщо діагноз хвороби не встановлено
- [R95 R99] Неуточнені та невідомі причини смерті

## [S00 T98] Травми, отруєння та деякі інші наслідки дії зовнішніх причин
- [S00 S09] Травми голови
- [S10 S19] Травми шиї
- [S20 S29] Травми грудної клітки
- [S30 S39] Травми живота, нижньої частини спини, поперекового відділу хребта і таза
- [S40 S49] Травми плеча та плечового поясу
- [S50 S59] Травми ліктя та передпліччя
- [S60 S69] Травми зап'ястя та кисті
- [S70 S79] Травми ділянки тазостегнового суглоба та стегна
- [S80 S89] Травми коліна та гомілки
- [S90 S99] Травми гомілковостопного суглоба та стопи

- [T00 T07] Травми, що уражають декілька ділянок тіла
- [T08 T14] Травми неуточнених частин тулуба, кінцівки або іншої ділянки тіла
- [T15 T19] Наслідки потрапляння стороннього тіла через природний отвір
- [T20 T32] Термічні та хімічні опіки
- [T33 T35] Обмороження
- [T36 T50] Отруєння лікувальними засобами, медикаментами та біологічними субстанціями
- [T51 T65] Токсична дія речовин, переважно немедичного призначення
- [T66 T78] Інші та неуточнені наслідки дії зовнішніх причин
- [T79 T79] Деякі ранні ускладнення травми
- [T80 T88] Ускладнення хірургічного втручання та медичної допомоги, не класифіковані в інших рубриках
- [T90 T98] Віддалені наслідки травм, отруєння та дій інших зовнішніх причин

## [V01 Y98] Зовнішні причини захворюваності та смертності
- [V01 X59] Нещасні випадки
- [X60 X84] Навмисне самопошкодження (включаючи самогубство)
- [X85 Y09] Наслідки нападу з метою убивства чи нанесення пошкодження
- [Y10 Y34] Випадки пошкодження з невизначеним наміром
- [Y35 Y36] Пошкодження внаслідок дій, передбачених законом та військових операцій
- [Y40 Y84] Ускладнення внаслідок терапевтичної та хірургічної допомоги
- [Y85 Y89] Віддалені наслідки зовнішніх причин захворюваності та смертності
- [Y90 Y98] Додаткові фактори, пов'язані з причинами захворюваності та смертності, класифікованими в інших рубриках

## [Z00 Z99] Фактори, що впливають на стан здоров'я населення та звертання до закладів охорони здоров'я
- [Z00 Z13] Звертання до закладів охорони здоров'я для огляду та обстеження
- [Z20 Z29] Звертання до закладів охорони здоров'я при потенційній небезпеці для здоров'я, пов'язаній з інфекційними хворобами
- [Z30 Z39] Звертання до закладів охорони здоров'я у зв'язку з народженням дитини
- [Z40 Z54] Звертання до закладів охорони здоров'я за наданням специфічних процедур та доглядом за станом здоров'я
- [Z55 Z65] Звертання до закладів охорони здоров'я при потенційній небезпеці для здоров'я, пов'язаній з соціально-економічними та психосоціальними обставинами
- [Z70 Z76] Звертання до закладів охорони здоров'я при інших обставинах
- [Z80 Z99] Звертання до закладів охорони здоров'я при потенційній небезпеці для здоров'я, пов'язаній з родинним чи особистим анамнезом або певними умовами, що впливають на стан здоров'я

## [U00 U99] Коди для спеціальних цілей
- [U00 U99] Коди для спеціальних цілей

## Додатки
- A. Морфологія неоплазм
- C. Класифікація ліків за Американським лікарським формулярним службовим номерним списком і їх еквівалентами ICD-9-CM
- D. Класифікація нещасних випадків на виробництві
- E. Список тризначних категорій